# Awn Shawkat Al-Khasawneh
Awn Shawkat Al-Khasawneh (arabiska: عون الخصاونة),[uttal saknas] född 22 februari 1950 i Amman i Jordanien, är en jordansk politiker som mellan den 24 oktober 2011 och 2 maj 2012 var Jordaniens premiärminister. Han var under perioden 2000−2011 en av domarna i Internationella domstolen.

## Karriär
Awn Shawkat Al-Khasawneh föddes i Amman 1950, och utbildade sig vid Universitetet i Cambridge i England där han läste historia och rättsvetenskap, och där han även avlade en master's degree i internationell rätt. Mellan 1980 och 1990 innehade han flera olika poster i Jordaniens utrikesministerium. Mellan 1991 och 1994 var han juridisk rådgivare till den jordanska delegationen för fred mellan Israel och Jordanien.
År 1995 blev han rådgivare åt kung Abdullah II och utsågs till chef för den Kungliga Hashemitiska domstolen år 1996 och var det fram till 1998.
Han blev invald som domare i den Internationella domstolen i Haag den 22 november 2000, och tjänstgjorde som vice ordförande för domstolen mellan 2006 och 2009. Han omvaldes för en period fram till 2018, men avgick 2011 till följd av att han fick posten som premiärminister i Jordanien.
Den 17 oktober 2011 utsågs han till ny premiärminister av kung Abdullah II, efter att den tidigare premiärministern (Marouf al-Bakhit) anklagats för korruption. The Guardian rapporterade att Al-Khasawneh har ett rykte om att vara en hederlig och ren politiker.
Den 26 april 2012 lämnade han in sin avskedsansökan till kung Abdullah II som accepterade den.